# Allsherjargoði

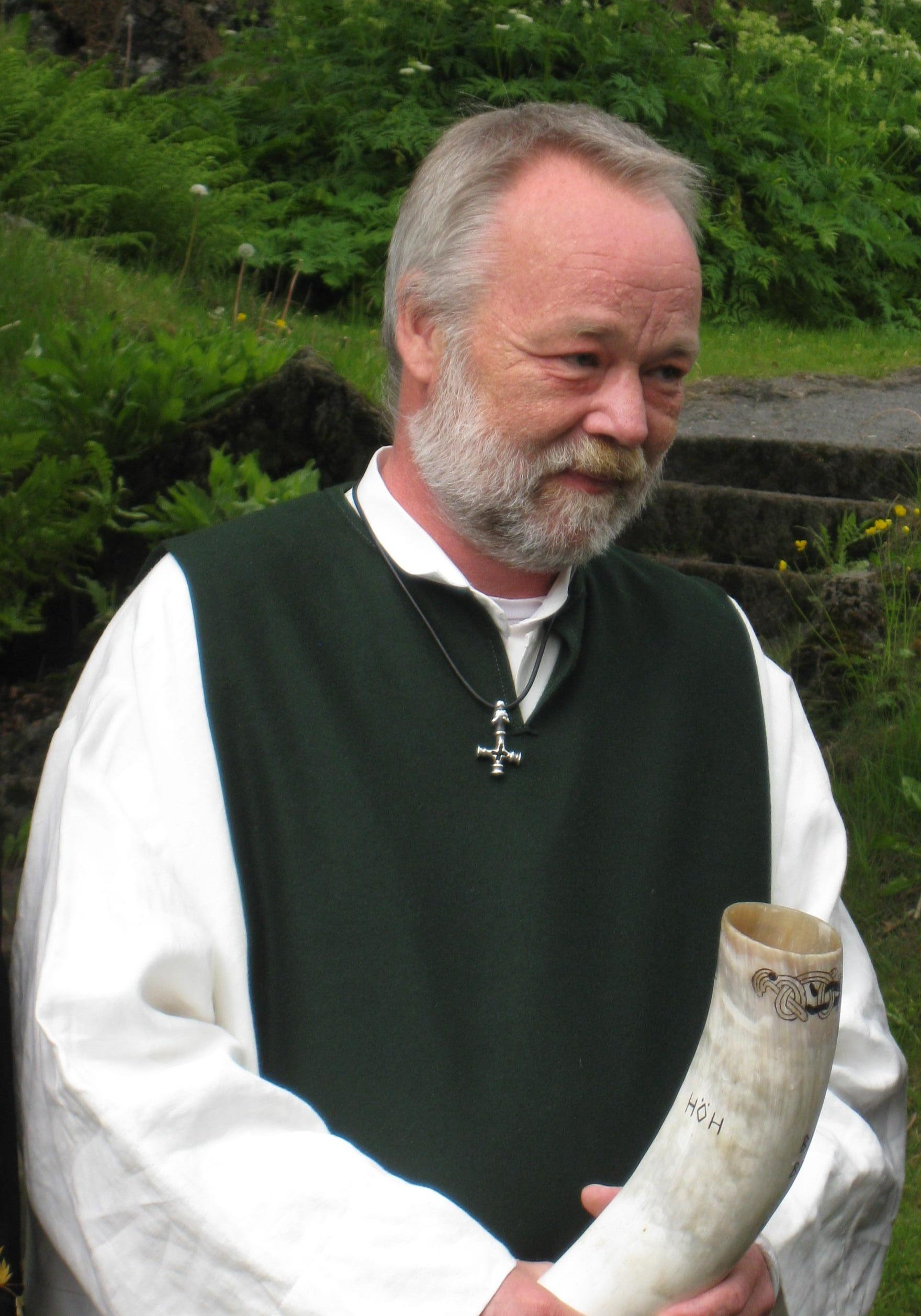
Hilmar Örn Hilmarsson

Een Allsherjargoði (letterlijk: Alles-overwinnend-stamhoofd) is binnen de Ásatrú (Noordse mythologie) een hogepriester en het hoogste gezag binnen deze religieuze gemeenschap. Op dit moment is de IJslander Hilmar Örn Hilmarsson, van de IJslandse Ásatrú-gemeenschap Ásatrúarfélagið, de enige (min of meer) wereldwijd erkende allsherjargoði, ook al duiden andere Ásatrú-gemeenschappen hun religieuze leider soms ook aan met deze term.
De term allsherjargoði is afgeleid van goði, dat priester of stamhoofd betekent. Na de allsherjargoði is dit binnen de Ásatrú de op een na belangrijkste functie. De term goði wordt vooral in Noord-Europa en Noord-Amerika gebruikt om de leiders van de andere Ásatrú-gemeenschappen mee aan te duiden.
Geschiedkundig heeft het woord allsherjargoði ook de betekenis van de goði die de goðorð (het gebied) van de afstammelingen van Ingólfr Arnarson, de eerste kolonist van IJsland, onder zijn hoede kreeg. De rol van de allsherjargoði destijds was om het Alding bij de jaarlijkse zittingen in te wijden.
Þorsteinn Ingólfsson, zoon van Ingólfr Arnarson, was goði toen het Alding in 930 werd gesticht en werd zo de eerste allsherjargoði. Zijn zoon, Þorkell máni Þorsteinsson, nam de functie waar vanaf het jaar 945 terwijl hij op hetzelfde moment ook Wetspreker was. Hij werd opgevolgd door zijn zoon Þormóðr Þorkelsson (984-1020). Zijn zoon, Hamall Þormóðsson nam het ambt waar van 1020 tot 1055. Hamall had drie zonen, Þormóðr, Torfi en Már, maar het is niet bekend door wie hij werd opgevolgd. Vanaf 1160 is bekend dat Guðmundr Griss Ámundason, een vermoedelijk afstammeling van Hamall, de allsherjargoði was. Hij behield het ambt tot aan zijn dood in 1197 toen zijn zoon, Magnús góði Guðmundarson, het ambt overnam tot 1234. Hij had geen zonen, en het is onbekend wie hem opvolgde, maar er wordt verondersteld dat Árni óreiða Magnússon, een neef van Guðmundr gríss en schoonzoon van Snorri Sturluson, de laatste allsherjargoði was.